# Geschenkartikel

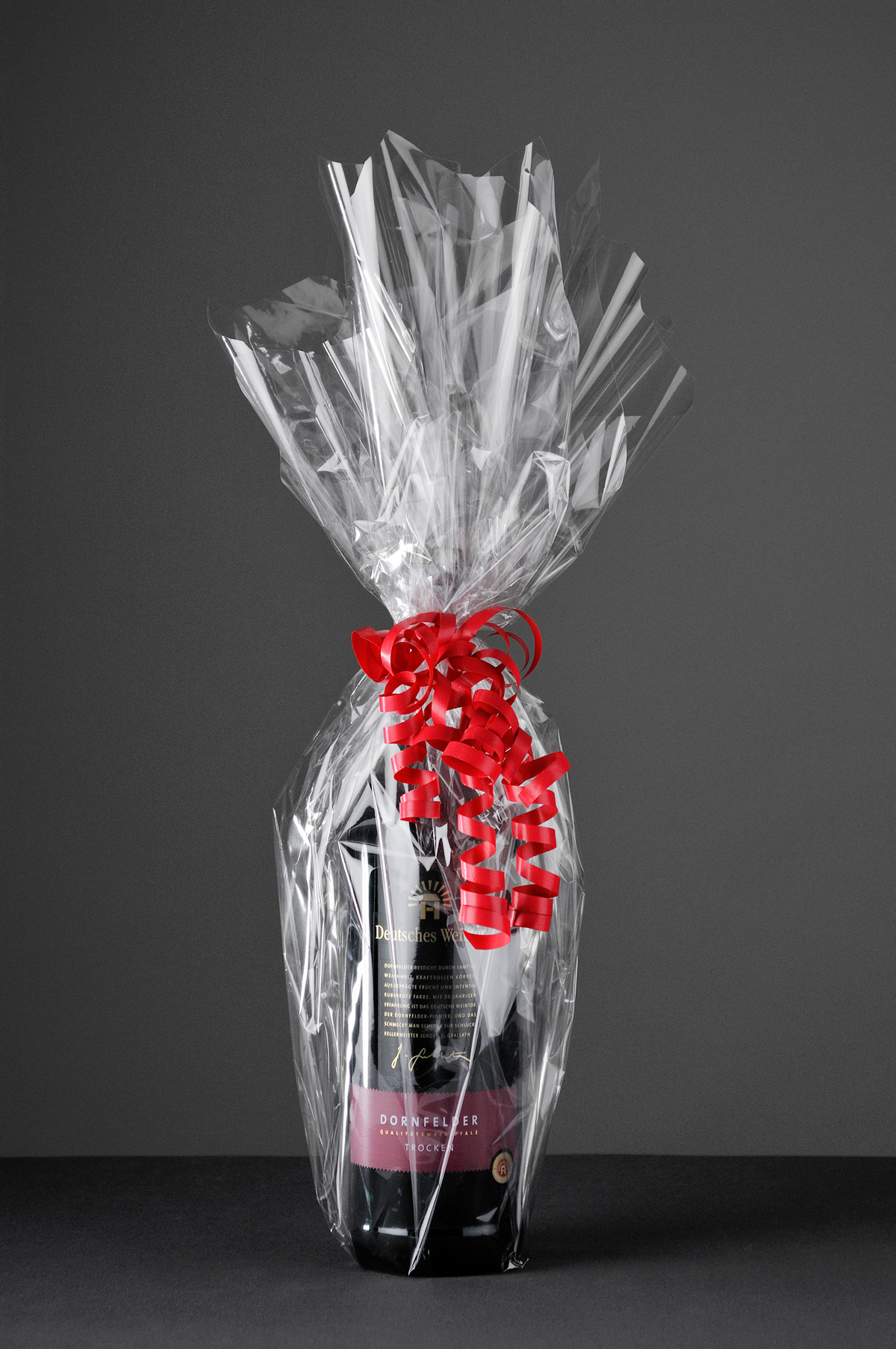
Geschenkartikel: Weinflasche

Geschenkartikel sind im weitesten Sinn alle als Geschenk geeigneten, gewerblich gehandelten Gegenstände. Dennoch werden etwa Bücher oder CDs nicht den Geschenkartikeln zugeordnet, obwohl diese Artikel oft verschenkt werden. Im Sprachgebrauch werden mit Geschenkartikeln in erster Linie kunstgewerbliche Gegenstände, Artikel zur Gestaltung der Wohnung, kleine Alltagshelfer, Scherzartikel und Souvenirs verbunden. Die deutsche Bezeichnung Geschenkartikel für diese Produktfamilie ist problematisch, da viele dieser Gegenstände auch für den Eigenbedarf erworben werden. Das englische Äquivalent fancy goods (aparte, phantasievolle Artikel) umreißt diese Warengruppe etwas präziser. 
Da unter Geschenkartikel ein nur vage definiertes Sortiment fällt, existiert für Deutschland keine konforme statistische Markterhebung. Zielpersonen für Anbieter von Geschenkartikeln sind Menschen im jugendlichen und mittleren Alter. Gehobene, exklusive Geschenkartikel werden auch von älteren, lifestyle-orientierten Kunden gekauft.
Geschenkartikel werden in der Regel von Privatpersonen zur Beziehungspflege eingesetzt. Unternehmen verwenden zur Betreuung von Kunden oder Geschäftspartnern zumeist mit Kontaktdaten der Firma versehene Werbeartikel.
Neben Fancy Goods hat sich im Rahmen der Anglisierung auch der Begriff Gadget durchgesetzt. Ursprünglich als Sammelbegriff für technische Spielereien für Technikverliebte verwendet, wird Gadget inzwischen für alle Artikel verwendet, die zwar eigentlich überflüssig aber dennoch beliebt sind. Genau das Gleiche gilt auch für Geschenkartikel, schöne und nützliche Dinge, die man gerne hätte.
Im Business-to-Business-Bereich wird daher vielmehr der Begriff Werbeartikel, Werbemittel oder „Give-Away“ verwendet, da hier der eigentliche Zweck des Geschenks deutlicher zum Ausdruck gebracht wird. Werbeartikelhändler sind in Deutschland in Verbänden organisiert. Im Jahr 2011 wurden ca. 3,46 Milliarden Euro in der Werbeartikel-Branche umgesetzt. Nach einer repräsentativen Umfrage des GWW (Gesamtverband der Werbeartikelwirtschaft) werden von 58 Prozent der befragten Unternehmen Werbeartikel als Marketingmaßnahme eingesetzt.